# Lạc Đình
Lạc Đình (chữ Hán giản thể: 乐亭县) là một huyện thuộc địa cấp thị Đường Sơn, tỉnh Hà Bắc, Cộng hòa Nhân dân Trung Hoa. Huyện này có diện tích 1308 ki-lô-mét vuông, dân số năm 1999 là 495.001 người.. Mã số bưu chính của huyện Lạc Đình là
063600. Về mặt hành chính, huyện Lạc Đình được chia thành 9 trấn và 5 hương.
- Trấn: Lạc Đình, Vương Than, Hồ Gia Đà, Thanh Gia Hà, Diêm Các Trang, Khương Các Trang, Tân Trại, Đinh Lưu Hà, Mã Đầu Doanh.
- Hương: Bàng Các Trang, Đại Tương Các Trang, Cổ Hà, Mao Trang, Trung Bảo Vương Trang.